# Гептозы
Гептозы (от греч. επτά — семь и франц. -ose — суффикс, обозначающий принадлежность к сахарам) — общее родовое химическое название класса семиуглеродных моносахаридов, то есть сахаров, общей формулой которых является C7(H2O)7, или C7H14O7.

## Строение молекул
В зависимости от наличия кето- или альдогруппы различают кетогептозы (гептулозы) и альдогептозы.
У альдогептоз в молекуле имеется пять хиральных центров, что обуславливает наличие 32 стереоизомеров, различающихся положением гидроксильных групп относительно асимметричного атома углерода.
Природные кетогептозы содержат кето-группу преимущественно в положении С2 (2-кетогептозы), хотя 3-кетогептоза D-альтро-3-гептулоза (кориоза) была выделена из растения Coriaria japonica. Искусственно синтезированы 3- и 4-кетогептозы. В молекуле кетогептоз имеется четыре хиральных центра, поэтому в каждой из групп кетогептоз имеется по шестнадцать различных стереоизомеров.

## Нахождение в природе
Некоторые гептозы (например, седогептулоза, манногептулоза) являются промежуточными продуктами в биосинтезе липидов. Кетогептоза седогептулоза вместе с тетрозой эритрозой участвует также в углеводном обмене.
Альдогептозы присутствуют в биохимических процессах как фосфаты, бисфосфаты, АДФ-гептозы и ГДФ-гептозы. Например фермент D-глицеро-D-манно-гептозо 7-фосфат альдозо-кетозо-изомераза
(D-седогептулозо 7-фосфат изомераза) превращает D-седогептулозо 7-фосфат в альдогептозу D-глицеро-D-манно-гептозо 7-фосфат.

Гепт-4-улозы в природе не обнаружены.